# أوسكار كونتي
أوسكار كونتي (بالإسبانية: Oscar Conti)‏ هو رسام كارتون أرجنتيني، ولد في 1914 في بوينس آيرس في الأرجنتين، وتوفي بنفس المكان في 30 أكتوبر 1979.